# L'orfenat
L'orfenat (títol original en castellà El orfanato) és una producció cinematogràfica espanyola de l'any 2007. Es tracta de l'òpera prima del director Juan Antonio Bayona produïda per Rodar & Rodar, coproduïda per Telecinco, presentada per Guillermo del Toro i protagonitzada per Belén Rueda.

## Argument
Laura (Belén Rueda) és una dona que retorna amb la seva família a l'orfenat on va créixer amb la intenció de remodelar-lo i obrir una residència per a nens amb Síndrome de Down. Una vegada al lloc, el petit Simón (Roger Príncep), fill adoptiu de Laura i que a més és portador de VIH, comença a deixar-se dur per uns estranys jocs que generen a la seva mare una gran inquietud, ja que aviat deixaran de ser una diversió per a convertir-se en una amenaça. A mesura que Laura i el seu espòs Carlos (Fernando Cayo) converteixen el vell orfenat en la casa per a rebre els nens amb problemes, una sèrie d'esdeveniments estranys que li afecten a ella i a la seva família, especialment la desaparició de Simón, l'obliguen a buscar pistes al passat de l'edifici que alguna vegada va ser la seva llar a la seva infantesa per a tractar d'explicar tot el que ocorre; desgraciadament, la història del lloc és més dramàtica i macabra del que Laura estava assabentada.

## Repartiment
- Belén Rueda: Laura
- Fernando Cayo: Carlos
- Roger Príncep: Simón
- Geraldine Chaplin: Aurora
- Mabel Rivera: Pilar
- Édgar Vivar: Prof. Leo Balabán
- Montserrat Carulla: Benigna
- Andrés Gertrúdix: Enrique
- Óscar Casas: Tomás
- Mireia Renau: Laura (nena)
- Georgina Avellaneda: Rita
- Carla Gordillo: Martín
- Alejandro Camps: Víctor
- Carmen López: Alicia
- Óscar Lara: Guillermo
- Enric Arquimbau: Cap Grup Teràpia
- Blanca Martínez: Dona Grup Teràpia
- Carol Suárez: Benigna joven
- Isabel Friera: Antonia cuidadora
- Fernando Marrot: Doctor
- Jordi Cardus: Nen cec
- Pedro Morales: Pare 2

## Palmarès cinematogràfic
L'orfenat va guanyar 31 premis i va obtenir unes altres 30 nominacions, entre les quals destaquen:

### XXII edició delsPremis Goya
| Categoria                        | Persona                                                                       | Resultat    |
| -------------------------------- | ----------------------------------------------------------------------------- | ----------- |
| Millor pel·lícula                | Millor pel·lícula                                                             | Candidata   |
| Millor director novell           | Juan Antonio Bayona                                                           | Guanyador   |
| Millor actriu protagonista       | Belén Rueda                                                                   | Candidata   |
| Millor actriu de repartiment     | Geraldine Chaplin                                                             | Candidata   |
| Millor actor revelació           | Roger Príncep                                                                 | Candidat    |
| Millor guió original             | Sergio Gutiérrez Sánchez                                                      | Guanyador   |
| Millor música original           | Fernando Velázquez                                                            | Candidat    |
| Millor muntatge                  | Elena Ruiz                                                                    | Candidata   |
| Millor direcció artística        | Josep Rosell                                                                  | Guanyador   |
| Millor direcció de producció     | Sandra Hermida                                                                | Guanyadora  |
| Millor vestuari                  | María Reyes                                                                   | Candidata   |
| Millor maquillatge i perruqueria | Lola López Itziar Arrieta                                                     | Guanyadoras |
| Millor so                        | Xavi Mas Marc Orts Oriol Tarragó                                              | Guanyadors  |
| Millors efectes especials        | David Martí Montse Ribé Pau Costa Enric Masip Lluis Castell Jordi San Agustín | Guanyadors  |

## Emissió a televisió
Telecinco la va estrenar el 6 de gener de 2010, amb més de 2 milions d'espectadors i un 13,1% de share, L'orfenat fou coproduïda per aquesta cadena de televisió.
També ha estat emesa per TV3, doblada al català, el 25 de juny de 2010.